# Herminorchis aschersoni
Herminorchis aschersoni là một loài thực vật có hoa trong họ Lan. Loài này được (Camus & A. Camus) P. Fourn. mô tả khoa học đầu tiên năm 1935.